# لويز ماري أديلايد البوربونية
لويز ماري أديلايد دي بوربون (بالفرنسية: Marie-Adélaïde de Bourbon)‏ (13 مارس 1753 - 23 يونيو 1821)؛ كانت زوجة لويس فيليب الثاني، دوق أورليان، وهي والدة لويس فيليب الأول ملك الفرنسيين.